# Halimeda

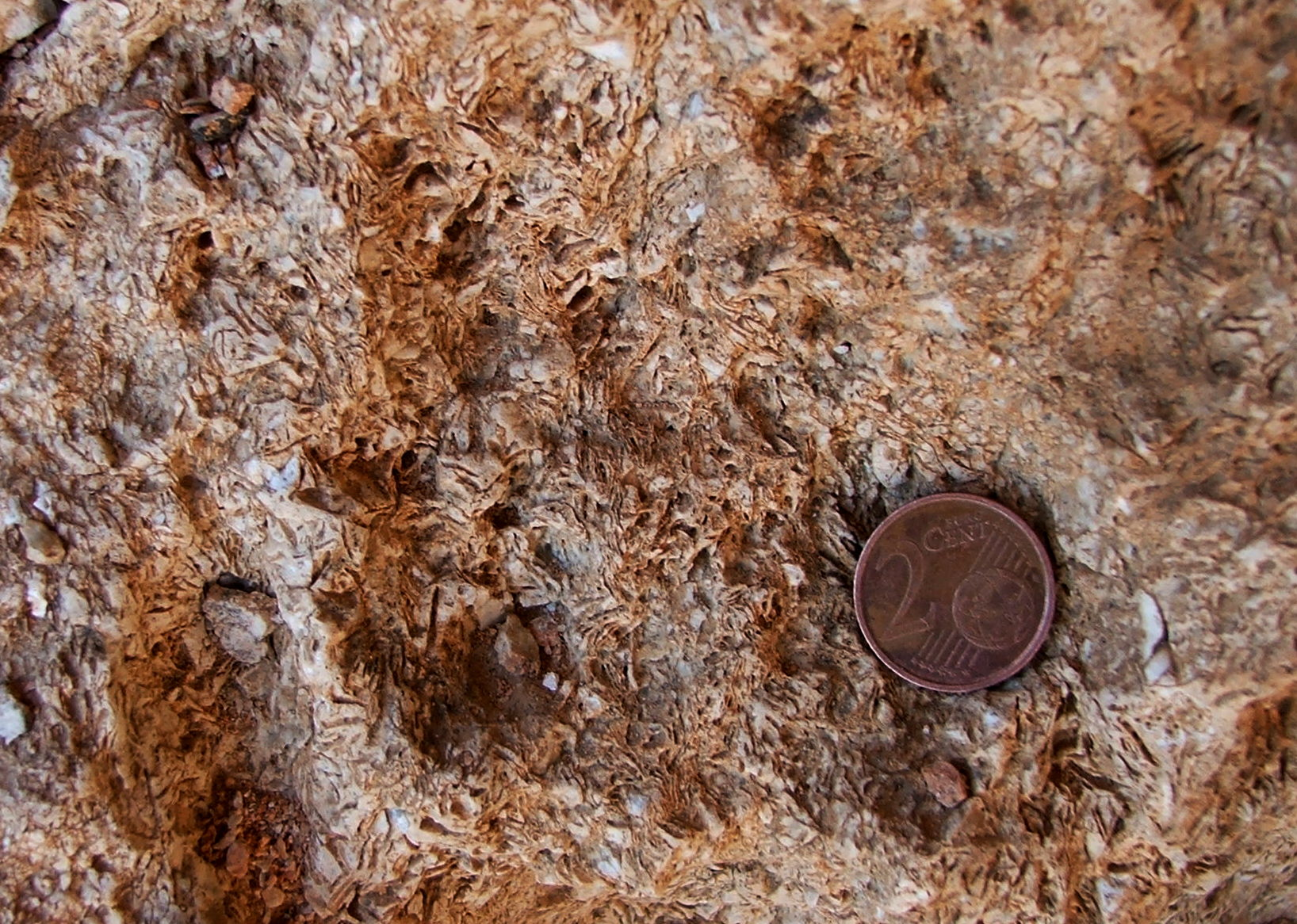
Fossilierte Halimeda-Algen aus der Wüste von Tabernas

Halimeda ist eine Gattung tangbildender Grünalgen mit perlschnurartigem Thallus aus verkalkten, scheibenförmigen Segmenten. Sie kommt hauptsächlich in warmen Meeren vor. Dort tragen die durch Halimeda produzierten Kalksedimente wesentlich zur Riffbildung bei.

## Beschreibung
Der Thallus besteht aus verkalkten, flach scheibenförmigen Segmenten, die sich perlschnurartig mit unverkalkten „Gelenken“ (Knoten) abwechseln. Er ist am Untergrund mit einem wurzelartigen Geflecht oder einer Knolle festgewachsen. Seine Wuchsform ist aufrecht, hängend oder ausgebreitet, seine Größe erreicht je nach Art einige Zentimeter bis über einen Meter. Die Form der Segmente ist artspezifisch, sie können beispielsweise rundlich, nierenförmig, dreieckig, zylindrisch, einfach oder gelappt sein. Der Kalk wird in Form von Aragonitnadeln abgeschieden. Halimeda ist wie alle Bryopsidales siphonal organisiert: der Thallus besteht aus querwandlosen Filamenten, also einer einzigen vielkernigen Zelle.
Der Lebenszyklus ist der eines monophasischen Haplonten, es gibt nur eine vegetative Phase mit haploiden Kernen. Die sexuelle Vermehrung erfolgt holokarp, der ganze Thallus wandelt sich also in den Fruchtkörper um. Nach der Bildung der zweigeißeligen Gameten stirbt der Thallus ab. Außerdem kann sich Halimeda auch asexuell durch Fragmentierung vermehren.

## Vorkommen
Halimeda ist hauptsächlich in tropischen Meeren verbreitet. Einige Arten kommen auch subtropisch vor, eine Art (Halimeda tuna) lebt auch im Mittelmeer. Die Algen wachsen festsitzend (benthisch) vom flachen Gezeitenbereich bis zu einer Wassertiefe von 150 m.

## Systematik
Halimeda wurde 1812 von Jean Vincent Félix Lamouroux beschrieben, mit der Typusart Halimeda tuna. Die Gattung umfasst nach Algaebase etwa 43 Arten: Sie ist eines der am besten erforschten Beispiele von Kryptospezies.
- Halimeda bikinensis
- Halimeda borneensis
- Halimeda coreidesmis
- Halimeda copiosa
- Halimeda cryptica
- Halimeda cuneata
- Halimeda cylindracea
- Halimeda discoidea
- Halimeda distorta
- Halimeda favulosa
- Halimeda floridiana
- Halimeda fragilis
- Halimeda gigas
- Halimeda goreauii
- Halimeda gracilis
- Halimeda heteromorpha
- Halimeda howensis
- Halimeda hummii
- Halimeda incrassata
- Halimeda kanaloana
- Halimeda lacrimosa
- Halimeda lacunalis
- Halimeda macroloba
- Halimeda macrophysa
- Halimeda magnidisca
- Halimeda melanesica
- Halimeda micronesica
- Halimeda minima
- Halimeda monile
- Halimeda opuntia
- Halimeda peltata
- Halimeda pumila
- Halimeda pygmaea
- Halimeda rectangularis
- Halimeda renschii
- Halimeda scabra
- Halimeda sertolara
- Halimeda simulans
- Halimeda stuposa
- Halimeda taenicola
- Halimeda tuna
- Halimeda velasquezii
- Halimeda xishaensis